# Верхньочаплинський заказник
Верхньочаплинський — ландшафтний заказник місцевого значення. 
Заказник розташований у Магдалинівському районі Дніпропетровської області.
Площа заказника — 232,5 га, створений у 2013 році.